# 잘만 샤자르
잘만 샤자르(히브리어: זלמן שז"ר,‎ 1889년 11월 24일~1973년 5월 24일)는 이스라엘의 제3대 대통령을 역임한 정치인, 저술가, 시인이다. 1963년부터 1973년까지 이스라엘의 대통령을 역임했고, 대통령이 되기 전에는 초대 교육부 장관을 지냈다.

## 역대 선거 결과
| 선거명      | 직책명            | 대수 | 정당   | 득표율 | 득표수 | 결과 | 당락 |
| ----------- | ----------------- | ---- | ------ | ------ | ------ | ---- | ---- |
| 1963년 선거 | 이스라엘의 대통령 | 3대  | 마파이 | 62.62% | 67표   | 1위  |      |
| 1968년 선거 | 이스라엘의 대통령 | 3대  | 마파이 | 78.18% | 86표   | 1위  |      |